# Troy Podmilsak
Troy Podmilsak (23 de agosto de 2004) es un deportista estadounidense que compite en esquí acrobático.
Ganó una medalla de oro en el Campeonato Mundial de Esquí Acrobático de 2023, en la prueba de big air. Adicionalmente, consiguió una medalla de oro en los X Games de Invierno Aspen 2024.

## Medallero internacional
| Campeonato Mundial | Campeonato Mundial  | Campeonato Mundial | Campeonato Mundial |
| Año                | Lugar               | Medalla            | Prueba             |
| ------------------ | ------------------- | ------------------ | ------------------ |
| 2023               | Bakuriani (Georgia) | Medalla de oro     | Big air            |

| X Games de Invierno | X Games de Invierno    | X Games de Invierno | X Games de Invierno |
| Año                 | Lugar                  | Medalla             | Prueba              |
| ------------------- | ---------------------- | ------------------- | ------------------- |
| 2024                | Aspen (Estados Unidos) | Medalla de oro      | Big air             |